# Hästskotjärnen (Nössemarks socken, Dalsland, sydost om Vikansjö)
Hästskotjärnen är en sjö i Dals-Eds kommun i Dalsland och ingår i Göta älvs huvudavrinningsområde.